# Рамно
Рамно (на македонска литературна норма: Рамно) е село в Северна Македония, в община Старо Нагоричане.

## География
Селото е разположено в областта Средорек, в долината на десния бряг на река Бистрица, в южните склонове на планината Козяк.

## История
В края на XIX век Рамно е българско село в Кумановска каза на Османската империя. Църквата „Свети Никола“ е от 1888 - 1890 година и представлява еднокорабен храм с правоъгълна апсида. Според статистиката на Васил Кънчов („Македония. Етнография и статистика“) от 1900 г. Рамно е населявано от 475 жители българи християни.
Според патриаршеския митрополит Фирмилиан в 1902 година в селото има 20 сръбски патриаршистки къщи. Според секретен доклад на българското консулство в Скопие всичките 67 къщи в селото през 1904 година под натиска на сръбската пропаганда в Македония признават Цариградската патриаршия. По данни на секретаря на Българската екзархия Димитър Мишев („La Macédoine et sa Population Chrétienne“) в 1905 година в Рамно има 320 българи екзархисти и 64 българи патриаршисти сърбомани и в селото функционира българско училище.
В учебната 1907/1908 година според Йован Хадживасилевич в селото има патриаршистко училище.
По време на Първата световна война Рамно е център на община и има 476 жители.
Според преброяването от 2002 година селото има 21 жители.
| Националност     | Всичко |
| северномакедонци | 20     |
| албанци          | 0      |
| турци            | 0      |
| роми             | 0      |
| власи            | 0      |
| сърби            | 1      |
| бошняци          | 0      |
| други            | 0      |